# Louis Kahn

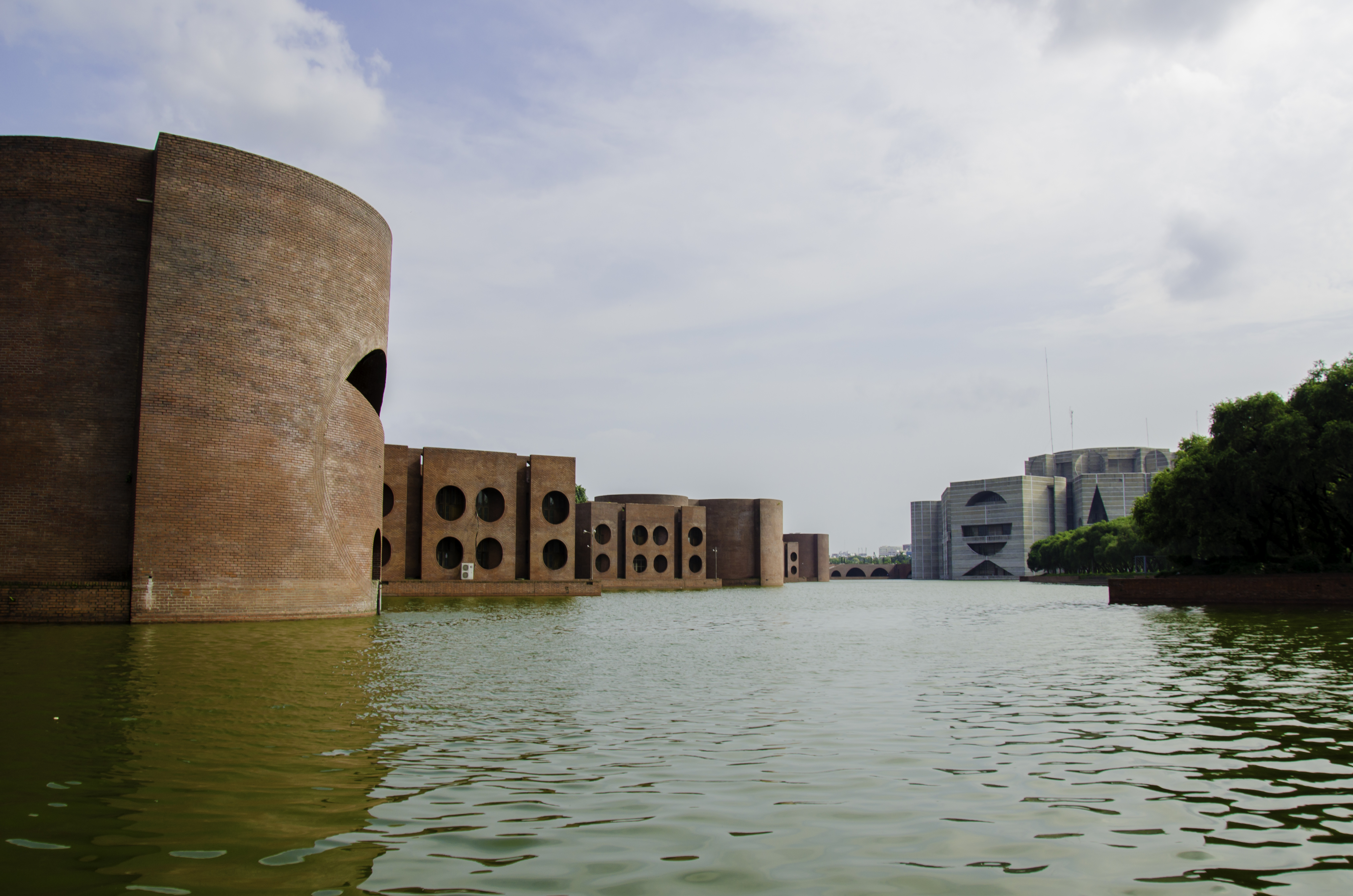
Jatiyo Sangshad Bhaban, bangladéšský parlament v Dháce

Louis Kahn (rodným jménem Leiser-Itze Schmuilowsky) (20. února 1901, Kuressaare, ostrov Saaremaa, Estonsko – 17. března 1974, New York, USA) byl americký architekt, profesor na Yale University a University of Pennsylvania. Jde o představitele architektury brutalismu 20. století.

## Biografie

### Dětství

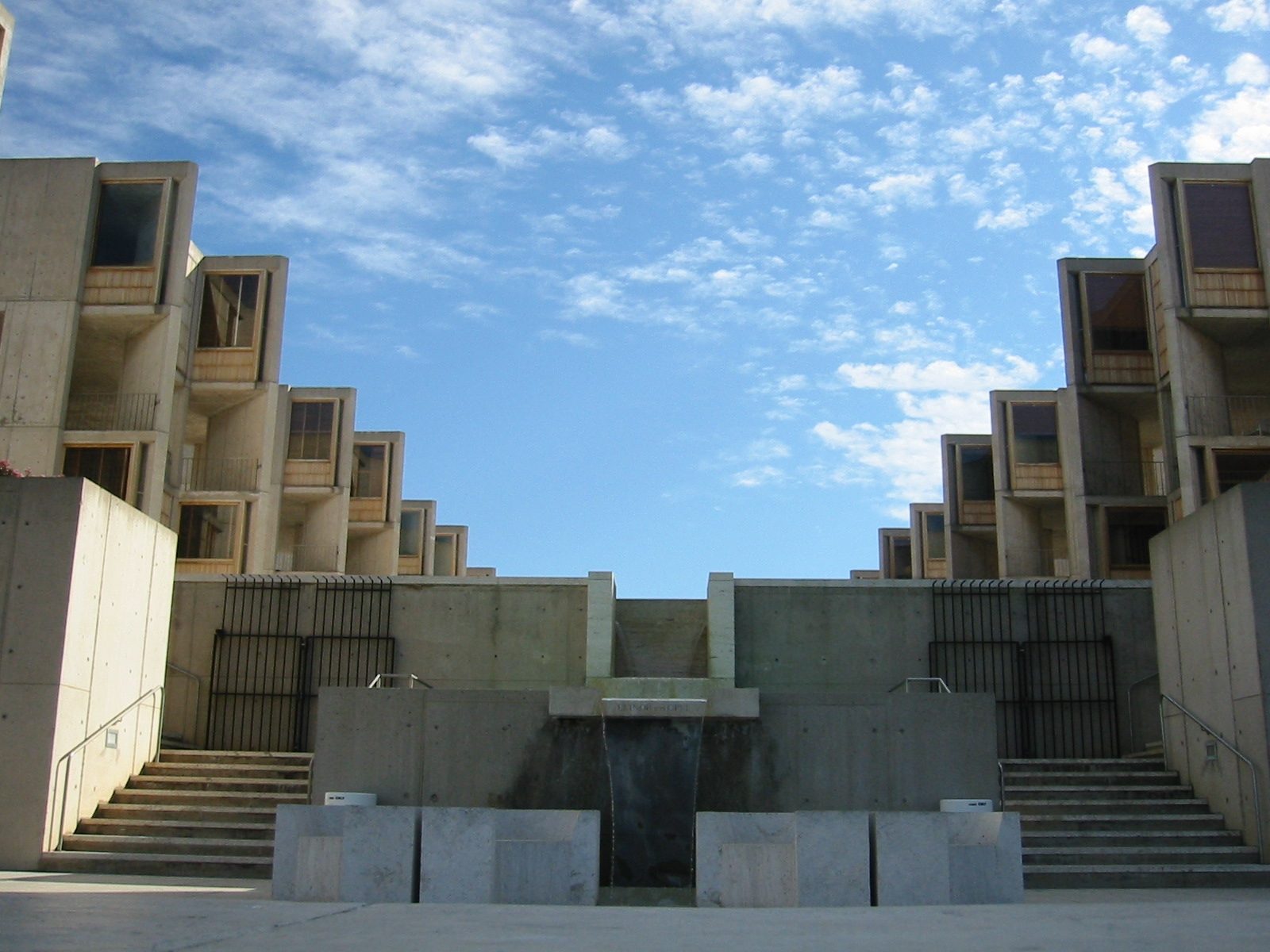
Salk Institute, La Jolla, Kalifornie

Louis Isadore Kahn se narodil roku 1901 na ostrově Saaremaa v Estonsku. Pocházel ze tří dětí, otec sloužil v carské armádě a po svém propuštění se živil jako umělecký řemeslník. Matka byla harfenistka. Rodina roku 1905 emigrovala do Spojených států a usadila se ve Filadelfii. Pocházel ze skromných poměrů. Otec se kvůli nemoci zad nemohl věnovat své profesi, proto rodina žila z toho, co matka vydělala jako krejčová v textilním průmyslu.

### Kariéra

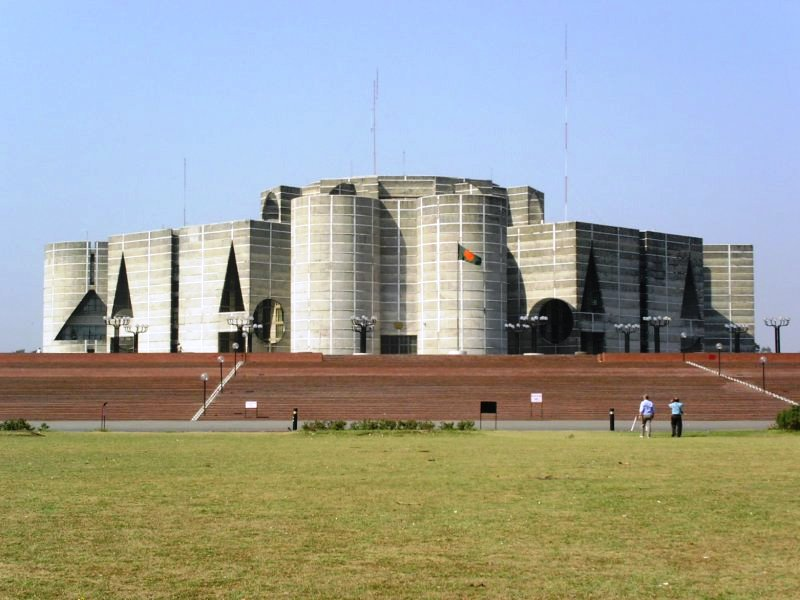
Jatiyo Sangshad Bhaban, bangladéšský parlament v Dháce

Mladý Louis se již ve škole projevoval jako znamenitý kreslíř a měl i mimořádné hudební nadání, nicméně rozhodl se pro studium architektury. Když si vydělal nějaké peníze, začal studovat na University of Pennsylvania ve Filadelfii pod vedením profesora Paula P. Creta (192)–1930), původně profesora École des Beaux Arts v Paříži, a také profesorů Zantzingera, Boila a Medara (1930–1932). Po studiích procestoval Evropu a poté si v roce 1937 otevřel ve Filadelfii svůj vlastní ateliér. Počátkem 40. let uzavřel partnerství s Georgem Howem a Oscarem Stoneverem. Jeho rané práce nejsou příliš známé a ani nikterak hodnotné. V roce 1947 přijal nabídku přednášet na Yale University v New Havenu, kde společně s Douglasem Orrem navrhl přístavbu galerie výtvarného umění (1951–1953). Když byl po deseti letech jmenován profesorem University of Pennsylvania ve Filadelfii, rád se vrátil do města, se kterým se vždy cítil svázaný. V poslední třetině života Louise Kahna jeho reputace radikálně vzrostla a zařadil se mezi prominentní architekty své doby. Zakázky přicházely z celé Ameriky i z Asie; rozsahem od malých židovských rituálních lázní po návrh hlavního města Bangladéše. Kahn se každému dílu věnoval se stejnou mírou starostlivosti a intenzity. Instituce, které se věnovaly výuce anebo výzkumu, považoval za výjimečná místa, protože se tam spojovaly individuální i společenské aktivity, které měla architektura reflektovat. Nazýval je „domy inspirací“, což mu přineslo v 60. letech několik zakázek v této oblasti. V roce 1963 dostal zakázku na plán pro Dháku, hlavní město Bangladéše, tehdy ještě Východního Pákistánu, konkrétně pro dháckou vládní čtvrť Sher-e-Bangla Nagar. Až do roku 1971 vyučoval na University of Pennsylvania ve Filadelfii. Uznání, které odpovídalo jeho významu architekta, učitele a teoretika, se dočkal až v posledních letech života. V roce 1966 mu byla v Museum of Modern Art v New Yorku uspořádána velká výstava a podobná se konala roku 1969 v Curychu. Dostal zlatou medaili od American Institute of Architects a v roce 1971 od Royal Institute of British Architects (FRIBA).

### Poslední okamžiky

Indian Institute of Management Ahmedabad

V březnu 1974 naposled odcestoval do Indie. Tehdy často cestoval do Teheránu, Tel Avivu, Dháky, Paříže, Bruselu a jiných měst. Zřejmě i to přispělo k jeho velkému fyzickému vyčerpání. Po návratu z Indie podlehl Louis Kahn 17. března 1974 na toaletě newyorské stanice Pennsylvania Station infarktu myokardu. Jelikož měl u sebe jen telefonní číslo své kanceláře, nemohla policie nikoho přes víkend zastihnout, a tak až po třech dnech jej žena našla v seznamu nalezených neznámých osob v New Yorku a musela ho identifikovat. Po jeho smrti vyšlo najevo, že navzdory množství projektů, které realizoval po celém světě, byla jeho kancelář zadlužena. Nikdy neměl zájem o výnosnou práci, vždy se prací zabýval tak dlouho, dokud nevyhovovala jeho nárokům, bez ohledu na náklady a termíny. Dluhy však byla nakonec uhrazeny díky tomu, že stát Pensylvánie odkoupil jeho skici a výkresy.

### Osobní život

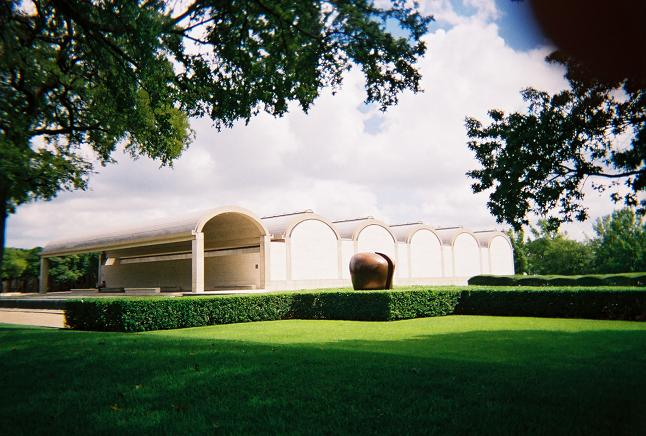
Kimbell Art Museum

Zatímco Kahnův architektonický odkaz je nekompromisním hledáním pravdivého a jasného, jeho osobní život byl plný tajemství a zmatku. Kahn měl vztah se třemi různými ženami. Roku 1930 se oženil s Ester Israeli. Roku 1945 začal spolupracovat a navázal vztah s Ann Tyng, s níž vypracovával různé modely konstrukcí ze sériových strukturních prvků, které našly uplatnění v plánech pro studentské internáty ve Filadelfii. S Harriet Pattison měl syna Nathaniela Kahna, který natočil biografický dokumentární film Můj architekt Louis Kahn (My Architect: A Son's Journey) a ten byl nominován na Oscara. Odhaluje v něm neuvěřitelnou krásu monumentálních staveb svého otce a vtahuje nás tak hluboko do své rozvrácené rodiny, kde nám odhaluje svět předsudků, intrik a pomluv, které pronásledují rodiče i jejich děti.